# Bernstein-Funktion
Eine Bernstein-Funktion ist eine nicht-negative glatte Funktion, deren Ableitungen ein alternierendes Vorzeichen haben, das heißt, sie sind komplett-monoton. Sie haben ihren Ursprung in der Potentialtheorie, werden aber auch in der Funktionalanalysis und der Stochastik untersucht. Sie tauchen insbesondere im Zusammenhang mit der Subordination von {\displaystyle C_{0}}-Halbgruppen auf Banach-Räumen oder lokalkonvexen Räumen auf, da der infinitesimale Erzeuger einer subordinierten Gruppe durch solche Funktionen mit dem Erzeuger der ursprünglichen Halbgruppe beschrieben werden kann.
Durch die Lévy-Khinchin-Formel können Bernstein-Funktionen eindeutig durch ein Lévy-Tripel {\displaystyle (a,b,\mu )} charakterisiert werden.
Die Bernstein-Funktionen sind nach Sergei Natanowitsch Bernstein benannt, sie sind aber auch unter vielen weiteren Namen bekannt, darunter Laplace-Exponenten oder negativ-definite Funktionen.

## Bernstein-Funktion
Eine Funktion {\displaystyle f\colon (0,\infty )\to [0,\infty )} ist eine Bernstein-Funktion, falls
- {\displaystyle f\in C^{\infty }(0,\infty )} und
- {\displaystyle (-1)^{n-1}f^{(n)}(\lambda )\geq 0} für alle {\displaystyle n\in \mathbb {N} } und {\displaystyle \lambda >0} gelten.[2]

## Lévy-Khinchin-Darstellung
Folgendes ist äquivalent:
- {\displaystyle f} ist eine Bernstein-Funktion.
- Es existiert ein eindeutiges Lévy-Tripel {\displaystyle (a,b,\mu )}, d. h., es existieren zwei Konstanten {\displaystyle a,b\geq 0} und ein positives Radonmaß {\displaystyle \mu } auf {\displaystyle (0,\infty )} mit

{\displaystyle \int _{(0,\infty )}(1\wedge t)\mu (\mathrm {d} t)<\infty ,}
so dass 
{\displaystyle f(\lambda )=a+b\lambda +\int _{(0,\infty )}(1-e^{-\lambda t})\mu (\mathrm {d} t)}
für alle {\displaystyle \lambda >0}. Letztere Darstellung nennt man Lévy-Khinchin-Darstellung.